# 탈로스 (신화)
그리스 신화에서 탈로스(Talos, /ˈteˈlɒs/, 그리스어: ΤάλΩς, Tálōs) 또는 탈론(Talon, /ˈteˈlɒn, ən/, 그리스어: ΤάλΩν, Tálōn)은 해적과 침략자들로부터 크레타섬의 에우로페를 보호하기 위해 청동으로 만든 거대한 자동 장치였다. 매일 세 번씩 섬의 해안을 돌았다.

## 같이 보기
- 아르고 황금 대탐험